# Manuel Domínguez Sánchez (pintor)

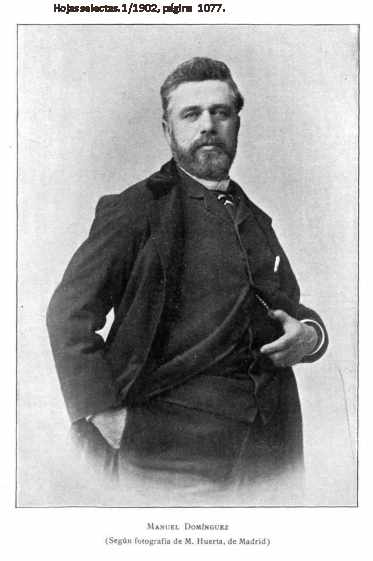
Retrato de Manuel Domínguez

Manuel Domínguez Sánchez (Madrid, 21 de diciembre de 1840-Cuenca, 15 de abril de 1906) fue un pintor academicista e ilustrador español.

## Biografía

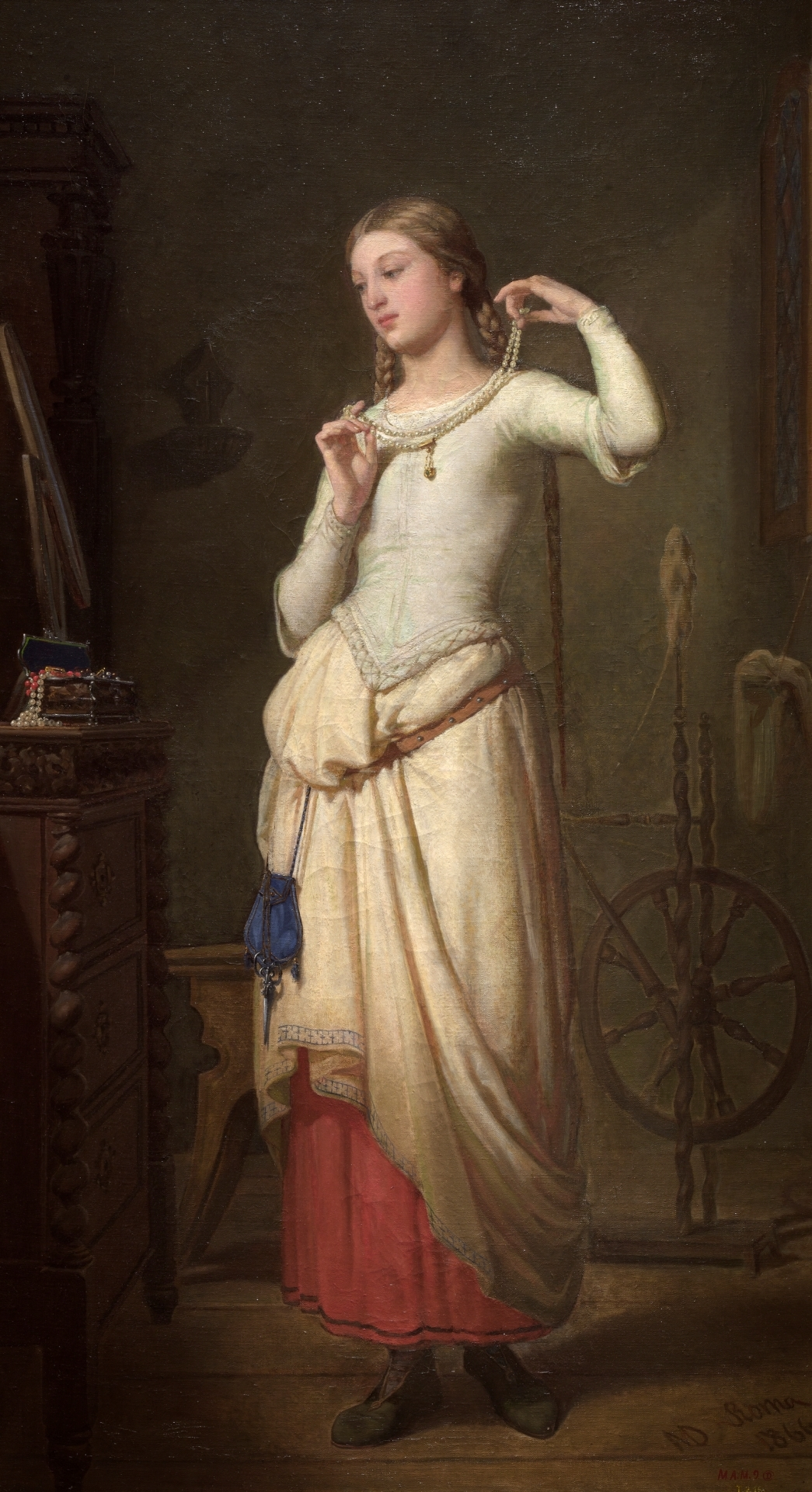
Margarita delante del espejo, alegoría pictórica del personaje de Margarita del Fausto de Goethe, con claras influencias de nazarenos y pre-rafaelistas.

Se formó en la Real Academia de Bellas Artes de San Fernando de Madrid, donde fue discípulo de Federico de Madrazo. Pensionado en la Academia de España en Roma en 1864, participó en varias Exposiciones Nacionales de Bellas Artes, resultando premiado en 1871 por La muerte de Séneca, un gran lienzo histórico que puede considerarse como su pintura más conocida. De regreso a España entró como profesor en la Real Academia de Bellas Artes de San Fernando de Madrid, de la que sería recibido como académico en 1904.
Trabajó en grandes proyectos decorativos en varios edificios monumentales de la capital de España como el palacio de Santoña y el palacio de Linares. También formó parte del conjunto de pintores encargados de la decoración de la iglesia de San Francisco el Grande en Madrid, en la que trabajó junto a Alejandro Ferrant en los tres paramentos de la Capilla Mayor y de uno de la Capilla de Carlos III.
En 1889, presidió la sección española en la Exposición Universal de París. 

## Estilo
Su obra pictórica evolucionó desde el "purismo tardorromántico" de inspiración nazarena hacia un "realismo velazqueño" de estilo academicista siguiendo el modelo de pintura propuesto por Eduardo Rosales. Los críticos señalan asimismo el decorativismo perseguido en sus cuadros. Como paisajista, su amistad con Casto Plasencia le acercó algunos veranos a las experiencias «plenairistas» de la Colonia artística de Muros.
Domínguez Sánchez fue aficionado a dar largos títulos explicativos a sus obras; ejemplo de ello es el de su cuadro más conocido: Séneca, después de abrirse las venas, se mete en un baño y sus amigos, poseídos de dolor, juran odio a Nerón que decretó la muerte de su maestro, o su Doña María Pacheco logra salir disfrazada de la ciudad de Toledo, merced a la generosidad de Gutierre López de Padilla, lienzo anterior presentado a concurso en 1860.

## Algunas obras

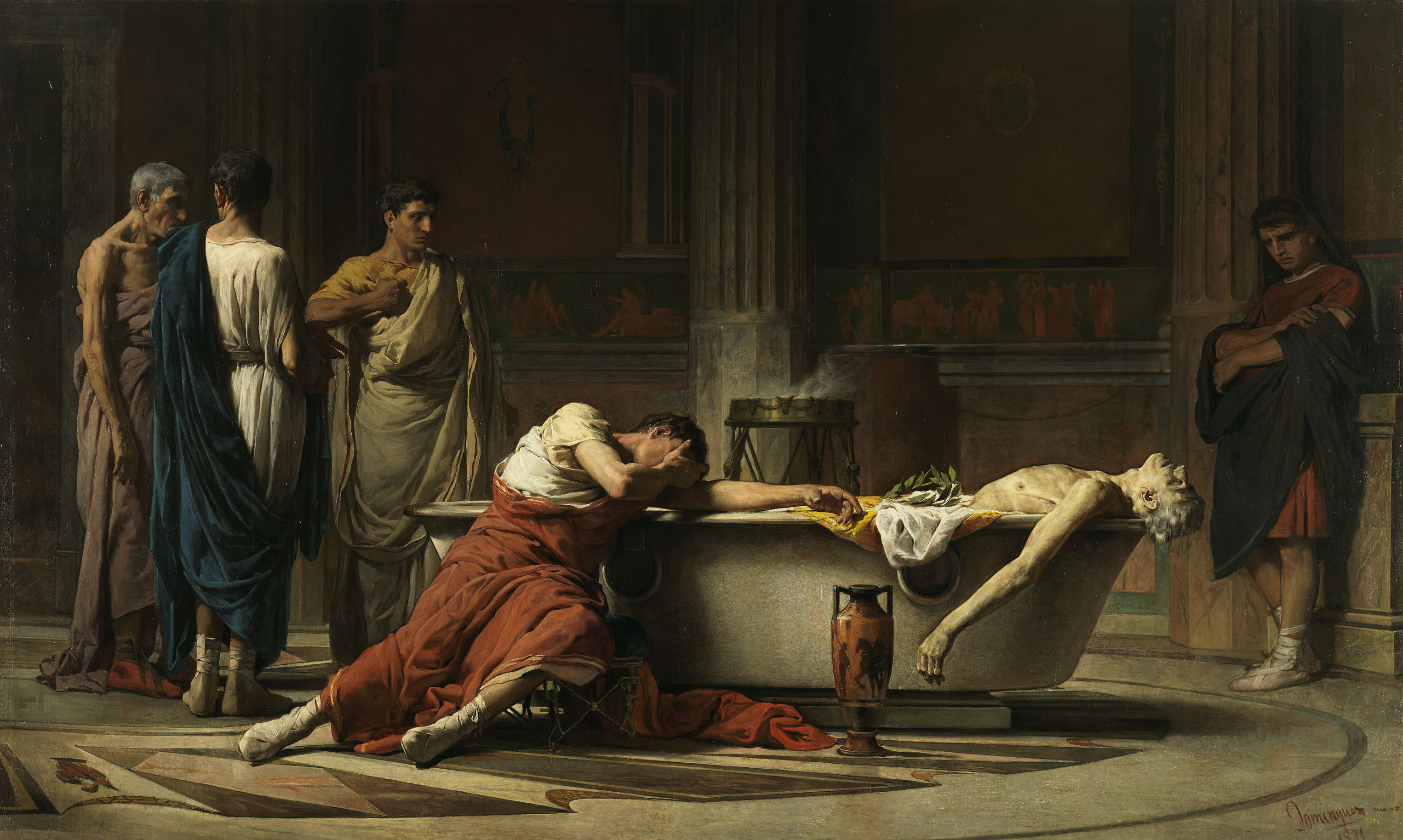
El suicidio de Séneca (1871), Museo del Prado.

- La resurrección de la hija de Jairo. Museo de la Real Academia de Bellas Artes de San Fernando.
- Margarita delante del espejo (1866), inspirado en un poema de Goethe, óleo sobre lienzo, 185 x 102 cm. Museo del Prado.[7]
- La muerte de Séneca (1871), óleo sobre lienzo, 270 x 450 cm. Medalla de Oro en la Exposición Nacional de 1871. Una composición con ecos de La muerte de Marat de David. Museo del Prado.[8]
- Apunte de jardín, óleo sobre tabla, 24 x 13 cm. Museo del Prado.
- La marquesa de Amboage (1899), óleo sobre lienzo, 241 x 131 cm; Museo del Prado, en depósito en la Escuela Superior de Canto de Madrid (Palacio Bauer).
- Un episodio de la vida de san Francisco de Asís (en colaboración con Alejandro Ferrant), óleo sobre lienzo, 160 x 73 cm; Museo del Prado, depositado en el Museo de Zaragoza.

Como retratista cabe mencionar algunas obras de personajes influyentes como Francisco Salmerón (en el Congreso de los Diputados) o el del marqués viudo de Pontejos (en el Ateneo de Madrid), además de los realizados al rey Alfonso XII, conservados en el Ministerio de Fomento, la Universidad Central de Madrid o la Embajada española en París.

## Homenajes

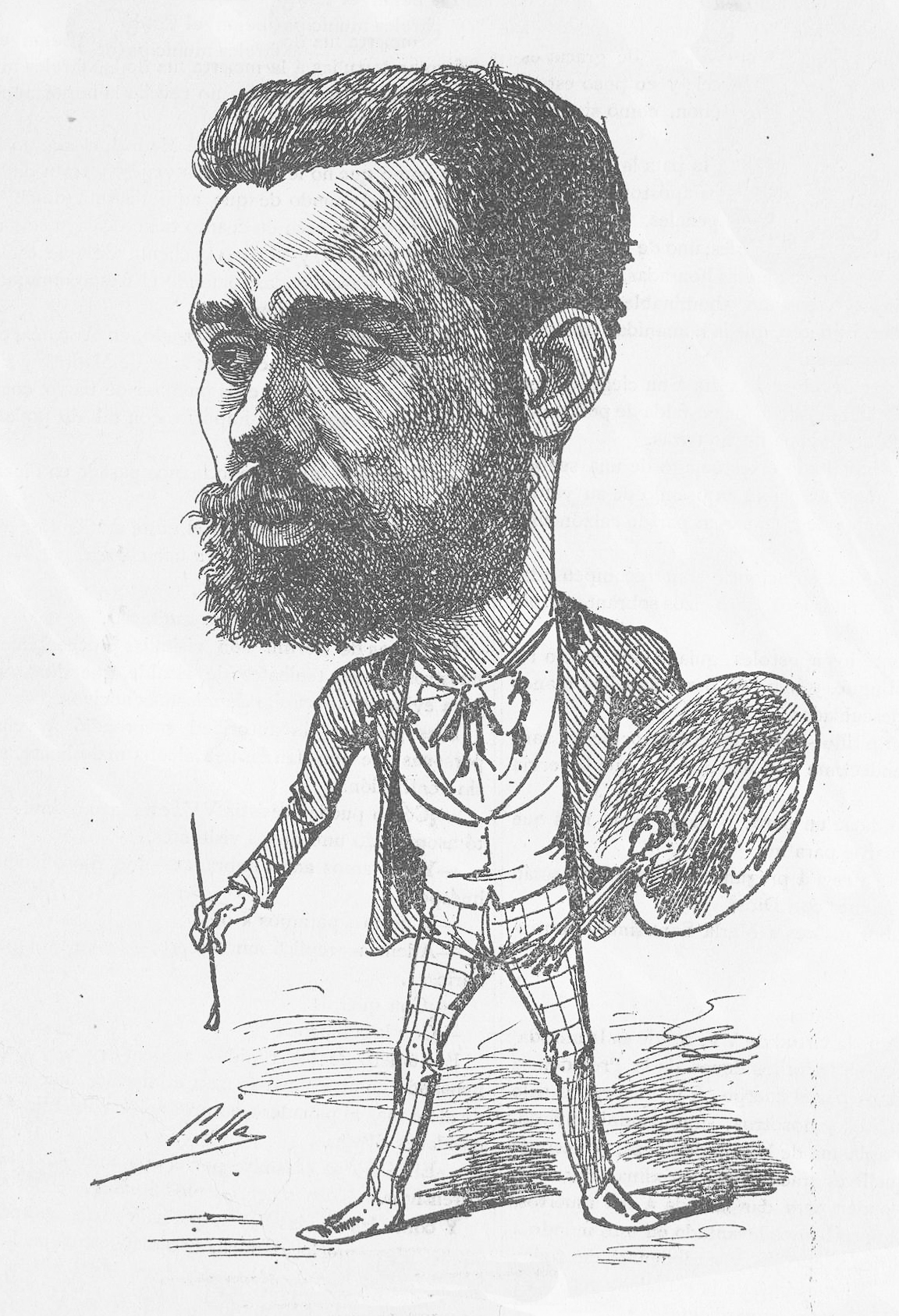
Caricaturizado por Cilla en Madrid Cómico (1884)

En la Real Academia de Bellas Artes de San Fernando se conserva una efigie suya realizada por el escultor Mariano Benlliure.